# Jan Hanzl
Jan Hanzl (6. července 1920, Praha – 9. května 2004) byl československý hokejový útočník. Jeho bratr Jiří Hanzl byl reprezentačním hokejových brankářem.

## Hráčská kariéra
Reprezentoval Československo v jednom utkání v roce 1945 a v sezóně 1954/1955 v dalších 5 utkáních. Gól v reprezentaci nedal. Na klubové úrovni hrál za tým HC Stadion Podolí a Spartak Praha Sokolovo, se kterým získal v letech 1953 a 1954 mistrovské tituly.